# Assalto a Monte Chingolo
L'assalto a Monte Chingolo del 23-24 dicembre 1975 è stata l'ultima azione significativa dell'Ejército Revolucionario del Pueblo (ERP) condotta contro l'esercito argentino. Fu, per numero di vittime, il più violento scontro tra i guerriglieri e le forze governative della storia argentina e segnò un picco della violenza lanciata dai movimenti sovversivi contro i governi militari e civili nel paese sudamericano nella prima metà degli anni settanta.

## Antefatti
Nell'agosto il capo dell'ERP Mario Roberto Santucho, nel tentativo di recuperare armamenti e munizioni dopo le perdite subite durante l'Operativo Independencia, aveva pianificato di attaccare il Battaglione d'arsenale 601 "Domingo Viejo Bueno" di Monte Chingolo, località situata a 14 km a sud dal centro di Buenos Aires. Obbiettivo primario dei guerriglieri era quello d'impossessarsi di 13 tonnellate di armi: 900 fucili FN FAL con 60 000 caricatori, 100 fucili M16 con 100 000 caricatori, sei cannoni antiaerei da 20 mm, quindici cannoni senza rinculo, 150 pistole mitragliatrici e fucili a canna liscia Ithaca M37. Per acquisire il maggior numero d'informazioni possibile sull'arsenale di Monte Chingolo l'ERP fece infiltrare tra i soldati un suo miliziano.
All'insaputa dell'ERP però, Rafael de Jesús Ranier, un ex membro del gruppo di sinistra delle Forze Armate Peroniste che aveva disertato durante le prime fasi dell'Operativo Independencia, era diventato una spia doppiogiochista dell'esercito. Non solo aveva fornito preziosi dati d'intelligence alle forze armate per tutto il 1975, ma era riuscito anche ad infiltrarsi nelle file dell'ERP e a formar parte del commando che avrebbe assaltato Monte Chingolo. Il capo di stato maggiore, Juan Eliseo Ledesma, fu rapito dai militari il 7 dicembre. Sottoposto ad una serie di torture, non rivelò nulla ai suoi aguzzini. Quattro giorni dopo fu sequestrato il responsabile della sezione logistica per l'assalto a Monte Chingolo Elías Abdón. Nonostante il rapimento di Ledesma e Abdón, Santucho si rifiutò di annullare l'operazione confidando nei suoi sottoposti.
Sulla base delle informazioni estorte sotto tortura ad Abdón e di alcuni bigliettini rinvenuti addosso a Ledesma, i militari avevano appreso che un grande attacco avrebbe avuto luogo da qualche parte nella Grande Buenos Aires. L'esercito dedusse correttamente che, avendo estremo bisogno di armi, l'ERP avrebbe preso di mira un arsenale. L'attenzione dei militari si rivolse quindi a quello di Monte Chingolo che, essendo il più grande del paese, fu ritenuto l'opzione più probabile. Per trarre in inganno i vertici dell'ERP ed i loro informatori, l'esercito fece ridurre le misure di sicurezza dell'arsenale. Contemporaneamente però Ranier, incaricato dall'ERP del trasporto delle armi per l'assalto, fece manomettere dai militari gli armamenti che aveva in custodia affinché i guerriglieri non potessero utilizzarli il giorno dell'attacco.

## L'assalto
Alle 19:00, il battaglione urbano José de San Martín dell'ERP, rinforzato da 30-40 combattenti comunisti appena arrivati dalla provincia di Tucumán, iniziò l'operazione bloccando i nove ponti che collegano Buenos Aires con la parte meridionale della sua conurbazione. Le brigate di polizia di Quilmes, Avellaneda e Lomas de Zamora si trovarono sotto l'ostilità della ERP, così come il 7º reggimento di fanteria di La Plata e il 601º battaglione di comunicazioni di City Bell. In alcuni di queste località si sono verificati feroci combattimenti, come su avenida Pasco e sul ponte La Noria, dove circa 30 cecchini della ERP aprirono il fuoco sulla stazione di polizia locale. Una squadra della ERP male armata ha ammassato diverse auto su un ponte sul fiume Matanza e ha rovesciato gasolio da un'autocisterna, dandogli fuoco. Altrove, 15 autobus della città sono stati dati alle fiamme per bloccare l'arrivo dei rinforzi dell'esercito. Alle 19:15, una colonna di camion e blindati del 3º reggimento di fanteria riuscì a sfondare e si diresse verso Lanús senza incontrare alcuna resistenza.
Alle 19:45, un gruppo di 70 guerriglieri sotto il comando di Abigail Attademo (capitano Miguel) entrò nella base militare di Monte Chingolo. Trentacinque di loro, dopo aver sfondato il cancello principale con un camion, penetrarono nella base come prima avanguardia. Altri guerriglieri penetrarono invece attraverso altri punti d'accesso. Furono immediatamente falciati dal fuoco pesante proveniente da una mitragliatrice FN MAG piazzata nel posto di guardia, diventando le prime vittime della notte. Alle 21:00, una seconda ondata di combattenti ha fatto irruzione con successo nel complesso.
I militari posero un contro-assedio intorno alla caserma, rendendo inutili gli sforzi dei gruppi di contenimento dell'ERP piazzati sui vari ponti della zona e annullando il fattore sorpresa. La base e la vicina baraccopoli divennero così un vortice di spari ed esplosioni, con elicotteri da combattimento che usavano riflettori per illuminare la zona. Un giornalista paragonò i combattimenti a quelli della guerra del Vietnam. L'esercito ha fatto irruzione in interi quartieri per dare la caccia di combattenti ERP sopravvissuti. All'01:00 del 24 dicembre, Urteaga aveva ormai perso il contatto con la maggior parte dei plotoni comunisti ancora all'interno dell'Arsenale e i combattimenti cessarono poco dopo.
Alle 03:30, sette ore dopo l'inizio dell'assalto, quando questo era già stato respinto, uno scrivano militare registrò che "il capitano Lazzarano partì con cinque veicoli per trasportare i detenuti sotto la custodia della frazione del tenente Silvani" e che questi tornarono mezz'ora dopo

## Conseguenze
L'ERP perse oltre 90 dei suoi 250 combattenti impegnati nell'assalto. Dei 62 uccisi in azione, nove non poterono essere identificati perché erano conosciuti solo con il loro nome di battaglia. Alcuni di loro (30 secondo Daniel De Santis) furono fatti prigionieri e poi sommariamente giustiziati. Almeno 25 feriti furono evacuati con successo dai loro compagni. Sul fronte delle forze governative, furono uccisi tra i sette e i dieci soldati e poliziotti mentre i feriti furono in tutto 34.
Il generale Oscar Gallino ammise nel 1991 che un numero imprecisato di combattenti fu detenuto e consegnato alle unità di intelligence dell'I Corpo dell'esercito.
La direzione dell'ERP cercò di giustificare il disastro militare di Monte Chingolo facendo riferimento alla crisi interna all'aeronautica militare argentina consumatasi alcuni giorni prima, quando il comandante in capo, il generale di brigata Héctor Fautario, si era dimesso ed era stato rimpiazzato dal generale di brigata Orlando Ramón Agosti. L'ERP ha affermato che il suo obiettivo era quello di ritardare l'attuazione di un nuovo colpo di Stato in preparazione. La falsità di questa affermazione deriva dal fatto che le informazioni sui piani di attentato cominciarono a circolare almeno dal 7 dicembre, undici giorni prima dell'inizio della crisi dell'aeronautica e del successivo tentativo di colpo di Stato, e gli schizzi e le accuse di Abdón dimostrano che il piano era in preparazione da tempo.
A fronte del totale fallimento dell'attacco e sospettando la presenza di infiltrati all'interno delle file dell'ERP Santucho ordinò a Urteaga di condurre un'inchiesta interna. In poco tempo emerse come Ranier fosse in realtà una spia dei militari. Sequestrato dai suoi ex-compagni, fu ucciso con un'iniezione letale ed il suo corpo fu abbandonato su un'auto.